# Alan Carter (motociclista)
Alan Carter (Halifax, 19 de agosto de 1964) fue un piloto de motociclismo británico. Debutó en la la temporada 1983 hasta 1990 en el Mundial de Motociclismo. Carter tuvo un debut prometedor al ganar su primer y último Gran Premio de su palmarés en la segunda carrera disputada. Fue en el GP de Francia de 1983 de 250cc y tenía dieciocho años. De todas maneras, nunca fue capaz de progresar y nunca volvió a ganar otro Gran Premio. Su mejor temporada fue en la temporada 1985 cuando acabó en séptimo lugar de la categoría de 250cc. Carter también participó en el Campeonato Mundial de Superbikes en 1994.

## Estadísticas

### Campeonato del Mundo de Motociclismo

#### Carreras por año
Sistema de puntuación desde 1969 hasta 1987:
| Posición | 1.º | 2.º | 3.º | 4.º | 5.º | 6.º | 7.º | 8.º | 9.º | 10.º |
| Puntos   | 15  | 12  | 10  | 8   | 6   | 5   | 4   | 3   | 2   | 1    |

Sistema de puntuación desde 1988 hasta 1991:
| Posición | 1.º | 2.º | 3.º | 4.º | 5.º | 6.º | 7.º | 8.º | 9.º | 10.º | 11.º | 12.º | 13.º | 14.º | 15.º |
| Puntos   | 20  | 17  | 15  | 13  | 11  | 10  | 9   | 8   | 7   | 6    | 5    | 4    | 3    | 2    | 1    |

(Carreras en negrita indica Pole position, carreras en cursiva indica Vuelta rápida)
| Año  | Categ. | Moto                    | 1              | 2       | 3       | 4       | 5       | 6       | 7       | 8       | 9       | 10      | 11      | 12      | 13      | 14      | 15    | 16    | Ptos. | Pos. |
| ---- | ------ | ----------------------- | -------------- | ------- | ------- | ------- | ------- | ------- | ------- | ------- | ------- | ------- | ------- | ------- | ------- | ------- | ----- | ----- | ----- | ---- |
| 1983 | 250cc  | Team Mitsui Yamaha      | YZR250         | RSA Ret | FRA 1   | NAT Ret | GER 13  | ESP Ret | AUT Ret | YUG DNS | NED Ret | BEL DNQ | GBR 14  | SWE 5   |         |         |       |       | 21    | 12.º |
| 1984 | 250cc  | Marlboro Roberts Yamaha | YZR250         | RSA 10  | NAT -   | ESP 4   | AUT 16  | GER 7   | FRA Ret | YUG 7   | NED Ret | BEL 23  | GBR Ret | SWE 4   | SMR Ret |         |       |       | 25    | 9.º  |
| 1985 | 250cc  | Donington Park          | RS250R         | RSA 16  | ESP 4   | GER 4   | NAT 9   | AUT 17  | YUG DNF | NED 13  | BEL 9   | FRA DNF | GBR 7   | SWE 4   | SMR DNF |         |       |       | 32    | 7.º  |
| 1986 | 250cc  | Braun Cobas             | JJ Cobas-Rotax | ESP 10  | NAT 11  | GER 10  | AUT Ret | YUG DNF | NED 15  | BEL 5   | FRA 20  | GBR Ret | SWE 10  | SMR Ret |         |         |       |       | 9     | 17.º |
| 1987 | 250cc  | Moriwaki                | NSR250         | JPN DNF | ESP -   | GER -   | NAT -   | AUT -   | YUG -   | NED -   | FRA -   | GBR -   | SWE -   | CZE -   | SMR -   | POR -   | BRA - | ARG - | 0     | -    |
| 1988 | 250cc  | Yamaha                  | YZR250         | JPN -   | USA 15  | ESP -   | EXP -   | NAT -   | GER -   | AUT -   | NED -   | BEL -   | YUG -   | FRA -   | GBR -   | SWE -   | CZE - | BRA - | 1     | 48.º |
| 1989 | 250cc  | Aprilia                 | ??             | JPN -   | AUS -   | USA Ret | SPA -   | NAT -   | GER -   | AUT -   | YUG -   | NED -   | BEL -   | FRA -   | GBR -   | SWE -   | CZE - | BRA - | 0     | -    |
| 1989 | 500cc  | Honda                   | ??             | JPN -   | AUS -   | USA -   | SPA -   | NAT -   | GER -   | AUT -   | YUG -   | NED -   | BEL -   | FRA -   | GBR Ret | SWE Ret | CZE - | BRA - | 0     | -    |
| 1990 | 250cc  | Honda Britain           | RS250R         | JPN 18  | USA Ret | ESP DNS | NAT -   | GER -   | AUT -   | YUG -   | NED -   | BEL -   | FRA Ret | GBR 13  | SWE -   | CZE -   | HUN - | AUS - | 3     | 40.º |